# Kulturåret 1702

## Händelser
- Götheborgs Stadz Konst- och MåhlareGille bildades i Göteborg.

## Födda
- 10 februari - Carlo Marchionni (död 1786), italiensk arkitekt och skulptör.
- 26 juni  - Philip Doddridge (död 1751), engelsk predikant och psalmförfattare.
- 22 december - Jean-Étienne Liotard (död 1789), schweizisk pastell- och miniatyrmålare.
- okänt datum - Lorens Pasch d.ä. (död 1766), svensk konstnär.
- okänt datum - Christian Berner (död 1773), den förste svenska balettmästaren.
- okänt datum - Anna Margareta Momma (död 1772), svensk tidningsutgivare och skribent.
- okänt datum - Eleonora Barbapiccola, italiensk poet.

## Avlidna
- 5 februari - Ericus Aurivillius (född 1643), svensk jurist och språkforskare som utgav den första svenska språkläran.
- 10 maj - Antonio Gherardi (född 1638), italiensk målare och arkitekt.
- okänt datum - Henrik (Heinrich) Werner (födelseår okänt), svensk bildhuggare och målare.